# Catherine Siachoque
María Alexandra Catherine Siachoque Gaete (Bogotá, 21 de enero de 1972) es una actriz colombiana, reconocida por sus interpretaciones en telenovelas.

## Biografía
Inició su carrera como bailarina profesional de Ballet Clásico de donde pasó al teatro musical, en donde se destacó rápidamente en obras como “La jaula de las locas”, La casita del Placer y Peter Pan siendo esta última el detonante para que los productores más importantes de la época pusieran sus ojos en ella y fuera contactada para participar en varias producciones de televisión. Así inicia su carrera y se destaca cómo la revelación del año en sus dos primeras y simultáneas producciones “Sobrevivir” y “La sombra del deseo”.

### Carrera
Siachoque ha tenido diversos papeles en telenovelas desde sus inicios en Colombia, protagonista de Las Juanas de RCN, Sobrevivir De Colombiana de TV, La Sombra Del Deseo de Caracol TV junto a Amparo Grisales y Omar Fierro, producciones que le valieron premios de actriz revelación y revelación del año. Luego de su éxito de Telemundo en Amantes del desierto firma su contrato de exclusividad con la cadena y participa en La venganza, Te voy a enseñar a querer, Tierra de pasiones y Pecados ajenos donde actúa como la villana principal de las historias y actuando con figuras como Maritza Rodríguez, Gabriela Spanic, Danna García, Francisco Gattorno, Mauricio Islas, Lorena Rojas y además con su esposo Miguel Varoni. En 2008 obtuvo el rol coprotagonista de Doña Hilda Santana en la telenovela Sin senos no hay paraíso, actuando con Carmen Villalobos, Fabián Ríos y María Fernanda Yépes. En 2010 regresa como protagonista/villana interpretando a la inolvidable Cecilia Altamira ¿Dónde está Elisa? actuando con Sonya Smith, Gabriel Porras, Jorge Luis Pila y Roberto Mateos. 
En 2011 interpretó a  "Ignacia Conde" en La casa de al lado junto a los actores que ya había trabajado anteriormente como Maritza Rodríguez y Gabriel Porras, y con David Chocarro, Ximena Duque, y Daniel Lugo y nuevamente con su esposo Miguel Varoni.
En 2014 vuelve a las telenovelas después de 3 años, interpretando a "Estefanía Hidalgo" la villana principal en Reina de corazones actuando con Paola Nuñez, Eugenio Siller, Juan Soler.
En 2016 regresa como protagonista de la saga Sin senos sí hay paraíso junto a Fabián Ríos y Carolina Gaitán.
En 2019 coprotagoniza El final del paraíso de la misma saga.
En 2024 participa en Consuelo una serie en México para una plataforma.

### Vida personal
Siachoque nació en Bogotá, Colombia. Está casada con el actor argentino-colombiano y director Miguel Varoni desde el 5 de noviembre de 1996.

## Filmografía

### Televisión
| Año       | Título                    | Personaje                                                       |
| --------- | ------------------------- | --------------------------------------------------------------- |
| 1995      | Sobrevivir                | Perla                                                           |
| 1995-1996 | La sombra del deseo       | Lorena Núñez                                                    |
| 1997      | Las Juanas                | Juana Caridad Salguero                                          |
| 1998      | La sombra del arco iris   | Silvia Stella Graniani                                          |
| 1998-1999 | Tan cerca y tan lejos     | Laura                                                           |
| 1999-2000 | La guerra de las Rosas    | Rosa Emilia Carrillo                                            |
| 2001      | Amantes del desierto      | Micaela Fernández                                               |
| 2002-2003 | La venganza               | Grazzia Fontana                                                 |
| 2004-2005 | Te voy a enseñar a querer | Déborah Buenrostro                                              |
| 2005      | Decisiones                | Gabriela Valencia/ Mariana Valencia "Ep: todo queda en familia" |
| 2006      | Tierra de pasiones        | Marcia Hernández                                                |
| 2007      | Decisiones                | Alma "Ep: Marcada para siempre"                                 |
| 2007-2008 | Pecados ajenos            | Inés Vallejo                                                    |
| 2008-2009 | Sin senos no hay paraíso  | Hilda Santana "Doña Hilda"                                      |
| 2010      | ¿Dónde está Elisa?        | Cecilia Altamira                                                |
| 2011-2012 | La casa de al lado        | Ignacia Conde                                                   |
| 2014      | Reina de corazones        | Estefanía Pérez de Hidalgo                                      |
| 2016-2018 | Sin senos si hay paraíso  | Hilda Santana "Doña Hilda"                                      |
| 2017      | La fan                    | Isabel Pinzón "La directora" (Participación especial)           |
| 2019      | El final del paraíso      | Hilda Santana "Doña Hilda"                                      |
| 2022      | Oscuro deseo              | Lys Antoine                                                     |
| 2022      | Mujeres asesinas          | Blanca Postales "Ep: las bodas de plata"                        |
| 2024      | Consuelo                  | Olga Pontón de Acevedo                                          |
| 2024      | La mujer de mi vida       | Marcela Jiménez Mello                                           |
| 2024      | Secretos de villanas      | Ella misma                                                      |
| 2025      | Amanecer                  | Amapola Talavera                                                |

## Premios y nominaciones

### Premios TVyNovelas
| Año  | Categoría                                        | Telenovela o serie        | Resultado |
| ---- | ------------------------------------------------ | ------------------------- | --------- |
| 2018 | Mejor actriz de reparto de telenovela o serie    | Sin senos sí hay paraíso  | Nominada  |
| 2018 | Actriz de reparto favorita de telenovela o serie | Sin senos sí hay paraíso  | Ganadora  |
| 2017 | Mejor actriz de reparto de serie                 | Sin senos sí hay paraíso  | Nominada  |
| 2017 | Actriz principal favorita                        | Sin senos sí hay paraíso  | Nominada  |
| 2017 | Actriz favorita                                  | Sin senos sí hay paraíso  | Nominada  |
| 2005 | Mejor actriz antagónica de telenovela            | Te voy a enseñar a querer | Nominada  |
| 2004 | Mejor actriz antagónica de telenovela            | La venganza               | Ganadora  |
| 2002 | Mejor actriz antagónica de telenovela            | Amantes del desierto      | Ganadora  |
| 2001 | Mejor actriz antagónica de telenovela            | La guerra de las Rosas    | Nominada  |
| 1996 | Mejor actriz revelación del año                  | Sobrevivir                | Ganadora  |

### Premios India Catalina
| Año  | Categoría                              | Telenovela o serie | Resultado |
| ---- | -------------------------------------- | ------------------ | --------- |
| 1998 | Mejor actriz protagónica de telenovela | Las Juanas         | Ganadora  |
| 1996 | Mejor actriz revelación del año        | Sobrevivir         | Ganadora  |

### Premios tu mundo
| Año  | Categoría     | Telenovela o serie                                        | Resultado |
| ---- | ------------- | --------------------------------------------------------- | --------- |
| 2012 | Mejor actriz  | La casa de al lado                                        | Nominada  |
| 2012 | El mejor beso | Catherine Siachoque y Miguel Varoni en La casa de al lado | Nominada  |

### Otros premios
- Premio "Sin límite" New York 2008 - Mejor actriz por: Sin senos no hay paraíso.
- Premio "Sin límite" New York 2008 - Actriz favorita del público por: Sin senos no hay paraíso.
- Premio "Fama" USA 2008 - Mejor actriz antagónica Por: Pecados ajenos.
- Premio Orquídea De Oro 2003 - Mejor actriz del año.
- Telenovelas - Bulgaria (2004) Mejor actriz antagónica de la revista por: La venganza.
- La Orquídea De Oro - EE. UU. (2003) Mejor actriz del año por: La venganza.
- ACE - New York (2003) Como El Rostro De La Televisión Latina Por: La venganza.
- TV & Notas - EE. UU. (2003) Mejor villana de la revista por: La venganza.
- Inte - (2003) Nominada por: La venganza.
- Mara de Oro - Venezuela (2003) Mejor actriz extranjera por: La venganza.
- 2 de oro - Venezuela (2003) Mejor actriz extranjera por: La venganza.
- Escogida en el Periódico "Bintang" de Indonesia como mejor actriz antagónica (2003) por: La venganza.
- La orquídea de Oro - EE. UU. (2002) mejor actriz antagónica por: La guerra de las Rosas.
- Nominada al premio "Inte" (2002) Como mejor actriz antagónica por: La guerra de las Rosas.
- Palmas De Oro (2001) Mejor actriz protagónica de telenovela extranjera por: La guerra de las Rosas.
- Mara de Venezuela - (2000) Mejor actriz extranjera por: Las Juanas.
- Águila de Venezuela - (2000) Mejor actriz extranjera por: Las Juanas.
- Palmas de oro - México (1999) Mejor actriz extranjera por: Las Juanas.
- Sol de oro - México (1999) Mejor actriz extranjera por: Las Juanas.